# 管仲酒
管仲酒是安徽颍上县出产的一种白酒。颍上当地酿酒历史悠久，最早有文字记载的为距今两千七百年前的管仲坊；后虽因时局变迁时断时序，屡废屡兴，但后来者均仍采管仲坊原名以广招徕。1958年当局在原最后一家管仲坊的基础上成立颍上县酒厂，后数度易名。管仲酒为以高粱、小麦、玉米、大米、和糯米为原料，用人工泥窖发酵、量质提酒、分级贮藏等五粮液酿造工艺酿成，现产品包括管仲、自己烧、和一匡天下三个系列，均为浓香型白酒。